# Monochaetum
Monochaetum là chi thực vật có hoa trong họ Mua.

## Hình ảnh

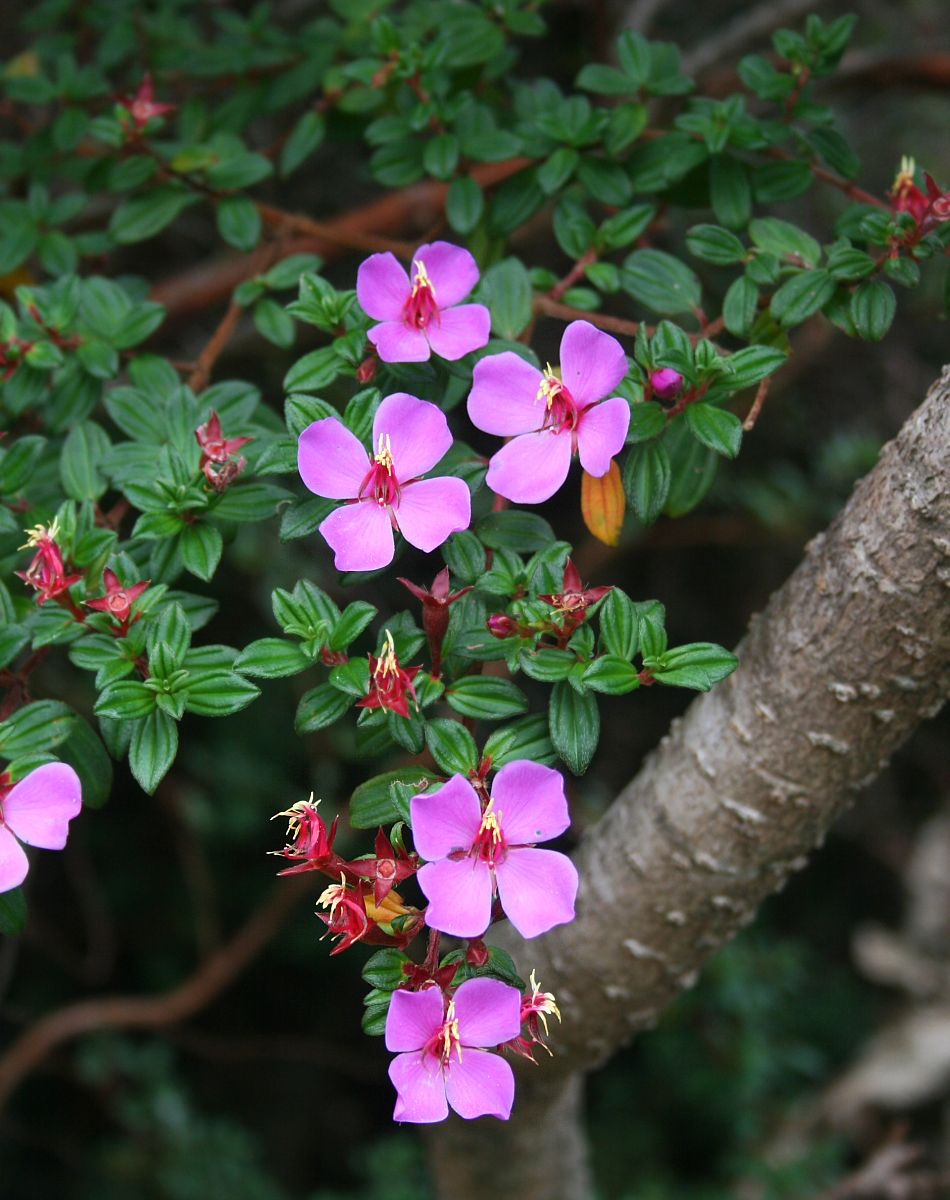
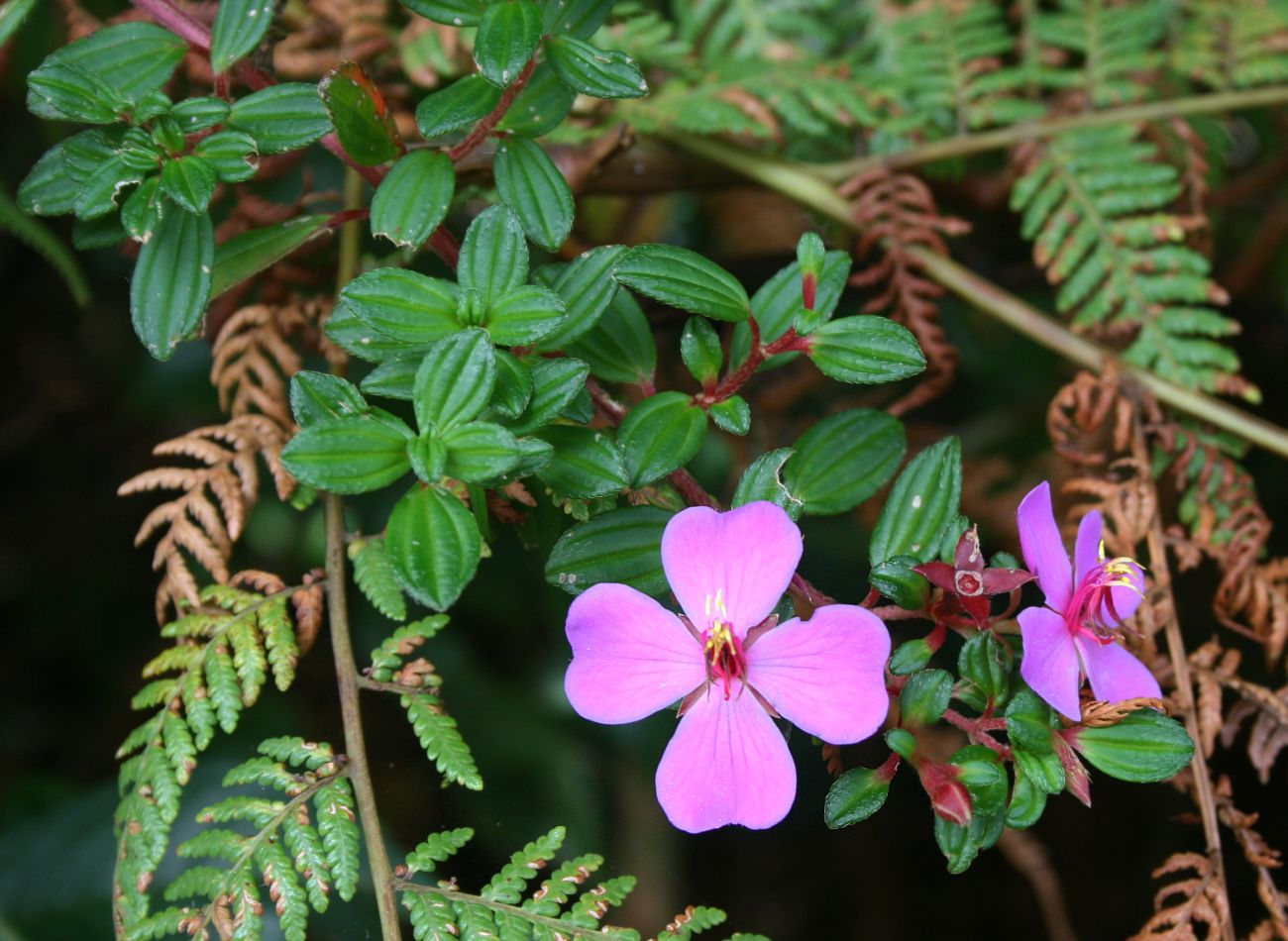
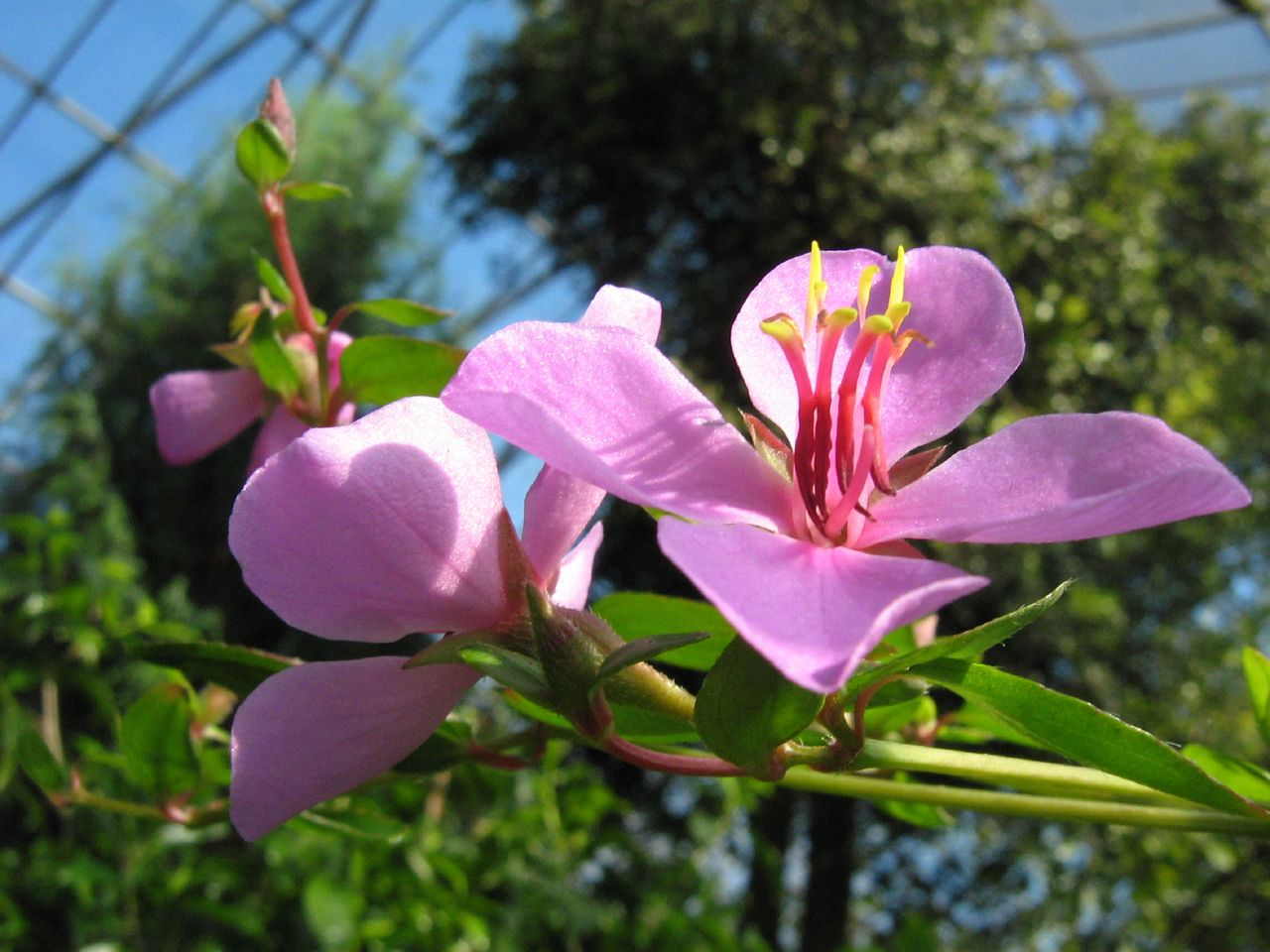

## Các loài
- Monochaetum alpestre
- Monochaetum amabile
- Monochaetum amistadense
- Monochaetum bonplandii
- Monochaetum brachyurum
- Monochaetum calcaratum
- Monochaetum candollei
- Monochaetum compactum
- Monochaetum cordatum
- Monochaetum deppeanum
- Monochaetum dicranantherum
- Monochaetum discolor
- Monochaetum exaltatum
- Monochaetum floribundum
- Monochaetum gleasonianum
- Monochaetum hartwegianum
- Monochaetum hirtum
- Monochaetum humboldtianum
- Monochaetum jahnii
- Monochaetum latifolium
- Monochaetum linearifolium
- Monochaetum lineatum
- Monochaetum macrantherum
- Monochaetum mariae
- Monochaetum meridense
- Monochaetum multiflorum
- Monochaetum myrtoideum
- Monochaetum neglectum
- Monochaetum pauciflorum
- Monochaetum polyneuron
- Monochaetum pulchrum
- Monochaetum rodriguezii
- Monochaetum rubescens
- Monochaetum subditivum
- Monochaetum subglabrum
- Monochaetum tachirense
- Monochaetum talamancense
- Monochaetum tenellum
- Monochaetum trichophyllum
- Monochaetum vestitum
- Monochaetum villosum
- Monochaetum vulcanicum